# 久住卓也
久住 卓也（くすみ たくや、1963年〈昭和38年〉 - ）は、日本の漫画家・絵本作家。実兄の久住昌之とともにQ.B.B.としてコンビを組んで、数多くの作品を発表した。

## 略歴
東京都生まれ。「美學校」にて岡部徳三に版画を学ぶ。その後、イラストレーターとして、広告、雑誌、絵本などで活躍。1988年、実兄・久住昌之とユニット「Q.B.B.」を結成。『月刊漫画ガロ』にて1994年から1997年（『ガロ』休刊後『アックス』に掲載）まで連載された『中学生日記』（原作・久住昌之）で1999年に文藝春秋漫画賞を受賞した。続編となる『へぼへぼ中学時代』を2001年から2015年3月29日まで朝日中学生ウイークリー（現・朝日中高生新聞）に連載（青林工藝舎から『新・中学生日記』として8巻途中まで刊行）。全728回の長期連載となった。また、同作品は2006年に山下敦弘監督により短編映画化され、その映画のDVDには『中学生日記』の新作漫画が添付されている。
『彷書月刊』で連載を開始した『古本屋台』シリーズは数度に渡る掲載誌の変更を経て、2020年より『本の雑誌』にて連載中。

## 作品リスト

### 単著
- ふうちゃんのおつかい 久住卓也 作・絵 教育画劇  2012(教育画劇のかみしばい. 絵で遊べるかみしばい : なんだかわかるかな? : 年少向・園児参加型)
- 調べて使える!ことわざブック : 慣用句四字熟語故事成語つき 2 あかね書房 2015.3
- おすしのみいちゃんどーこだ!? 久住卓也 作・絵 教育画劇  2016(教育画劇のかみしばい. おもしろゆかいなたべもの紙芝居 ; おすし)
- なすのぼうや 久住卓也 作絵 ポプラ社  2018(ポプラ社の絵本 ; 54)

### 共著（Q.B.B.名義）
- 『英三=金星人説』- 青林堂、1990年7月
- 『幼稚大先生タケマン』- 河出書房新社、1991年5月
- 『とうとうロボが来た!!』- 青林堂、1994年9月
- 『幼稚なotona』- 青林堂、2000年10月
- 『ヨーチA1』- 青林堂、2001年8月
- 『中学生日記』- 青林工藝舎、1998年11月初版発行 ISBN 4-88379-015-0
- 『新・中学生日記』 - 青林工藝舎、2002年8月初版発行 ISBN 4-88379-115-7
- 『新・中学生日記2』- 青林工藝舎、2003年1月初版発行 ISBN 4-88379-125-4
- 『新・中学生日記3』- 青林工藝舎、2003年11月初版発行 ISBN 4-88379-142-4
- 『新・中学生日記4』- 青林工藝舎、2004年11月初版発行 ISBN 4-88379-171-8
- 『新・中学生日記5』- 青林工藝舎、2005年12月初版発行 ISBN 4-88379-203-X
- 『新・中学生日記6』- 青林工藝舎、2006年7月初版発行 ISBN 4-88379-218-8
- 『新・中学生日記7』- 青林工藝舎、2007年6月初版発行 ISBN 4-88379-243-9
- 『新・中学生日記8』- 青林工藝舎、2008年7月初版発行 ISBN 978-4-88379-266-5
- 『古本屋台』- 集英社、2018年4月
- 『古本屋台2』- 本の雑誌社、2024年2月

### その他共著
- わすれないで森のねこ屋敷 本木洋子 さく,久住卓也 え 大日本図書  1990(大日本の創作どうわ)
- あした、億万長者 ルイーズ・フィッツヒュー 作,鴻巣友季子 訳,久住卓也 絵 講談社  1990(世界の子どもライブラリー)
- カッパのパワー 山末やすえ 作,久住卓也 絵 大日本図書  1990(子どもの本)
- 地球のおへそはどこにある 今関信子 作,久住卓也 画 童心社  1991(童心社・新創作シリーズ)
- ぞうのはなちゃんと冷蔵庫ホテル 登坂俊子 作,久住卓也 絵 大日本図書  1992(子どもの本)
- こぶたのぷうのにちようびはさかなつり 木暮正夫 さく,久住卓也 え PHP研究所  1993(PHPどうわのポケット)
- すてネコのらネコうちのネコ 田辺みゆき 作,久住卓也 絵 講談社  1993(わくわくライブラリー)
- こぶたのぷうのどようびはたからさがし 木暮正夫 さく,久住卓也 え PHP研究所  1993(PHPどうわのポケット)
- 死んだスーパーマン 奥田継夫 作,久住卓也 絵 大日本図書  1994(こわい話ふしぎな話)
- 超おもしろ!クロスワードパズル Boyプロジェクト 作,久住卓也 絵 ポプラ社  1996(大人にはないしょだよ ; 15)
- ノートにかいたながれ星 岡田なおこ 作,久住卓也 絵 講談社  1996
- 超むずかし～い!ピクチャークロス 吉田ジュン, Boyプロジェクト 作,久住卓也 絵 ポプラ社  1997(大人にはないしょだよ ; 16)
- へっぷりよめさまあずきとぎのおばけ : ほか 松谷みよ子 文 ; 久住卓也 絵, 講談社  1997(むかしむかし ; 4)
- かみさまのいうとおり 藤田のぼる さく,久住卓也 え PHP研究所  1997(とっておきのどうわ)
- ねずみのすもう 国松俊英 脚本,久住卓也 画 童心社  1997(童心社のかみしばい. ゆたかなこころシリーズ)
- ももたろうばけくらべ : ほか 松谷みよ子 文 ; 久住卓也 絵,松谷みよ子 文 ; 久住卓也 絵 講談社  1998(むかしむかし ; 8)
- 追え!秘密のおたから事件 広瀬寿子 作,久住卓也 絵 あかね書房  1998(おはなしフェスタ ; 16)
- たんたんたっくんのぼうけん 若山甲介 脚本,久住卓也 画 童心社  1998(童心社のかみしばい. ゆたかなこころシリーズ)
- スペースシャトルぶんどり大作戦 浜野えつひろ 作,久住卓也 絵 旺文社  1999(旺文社創作児童文学)
- のーみそグルグル!最強パズル王国 E坂もるむ 作,久住卓也 絵 ポプラ社  1999(大人にはないしょだよ)
- 学校でやってみよう 山岡寛人 文,久住卓也 絵 童心社  2000(総合的な学習・学校からはじまる環境チェック ; 1)
- 学校から外へ出よう 山岡寛人 文,久住卓也 絵 童心社  2000(総合的な学習・学校からはじまる環境チェック ; 2)
- 家庭でためそう 山岡寛人 文,久住卓也 絵 童心社  2000(総合的な学習・学校からはじまる環境チェック ; 3)
- 環境学習を発展させよう 山岡寛人 文,久住卓也 絵 童心社  2001(総合的な学習・学校からはじまる環境チェック ; 4)
- 環境学習トラの巻・資料集 山岡寛人 文,久住卓也 絵 童心社  2001(総合的な学習・学校からはじまる環境チェック ; 5)
- 走れ!飛べ!小てんぐ三郎 広瀬寿子 作,久住卓也 絵 あかね書房  2001(あかね・新読み物シリーズ ; 8)
- むしたちのうんどうかい 得田之久 文,久住卓也 絵 童心社  2001(絵本・こどものひろば)
- やさいむらのあかたろう 中村ルミ子 脚本,久住卓也 絵 童心社  2003(ともだちだいすき)
- むしたちのおんがくかい 得田之久 文,久住卓也 絵 童心社  2003(絵本・こどものひろば)
- さらやしきのおきく 桂文我 脚本,久住卓也 絵 童心社  2004(紙芝居おおわらい落語劇場)
- なぞなぞ1年2年生 本間正夫 文,久住卓也 絵 西東社 2004
- 台風がきたぞ 千世繭子 脚本,久住卓也 絵 童心社  2005(大型紙しばい防災シリーズ : じしん・つなみ・たいふう ; 台風)
- むしたちのおまつり 得田之久 文,久住卓也 絵 童心社  2005(絵本・こどものひろば)
- 頭がよくなるなぞなぞ このみひかる 著,久住卓也 絵 童心社  2006(なぞなぞコレクション ; 2)
- えいようせんたいしょくレンジャー 服部栄養料理研究会 監修,久住卓也 絵 ポプラ社  2007(きょうからはじめる食育のえほん ; 2)
- むしたちのえんそく 得田之久 文,久住卓也 絵 童心社  2007(絵本・こどものひろば)
- まんまるまんまたんたかたん 荒木文子 脚本,久住卓也 絵 童心社  2007(みんないっしょに、うれしいな! : 子ども参加かみしばい)
- かえるるちゃんのおみまい すとうあさえ 脚本,久住卓也 絵 童心社  2008(ともだちだいすき)
- むしたちのかくれんぼ 得田之久 文,久住卓也 絵 童心社  2009(絵本・こどものひろば)
- ばいきんこわいぞ 佐藤利清 原作,稲庭桂子 脚本,久住卓也 絵 童心社  2010(ともだちだいすき)
- 1円くんと五円(ゴエ)じい 久住昌之 作,久住卓也 絵 ポプラ社  2010
- ぶるるんぶるた 水陸両用車 すとうあさえ 脚本,久住卓也 絵 童心社  2010(ゴーゴー!のりものかみしばい)
- 1円くんと五円(ゴエ)じい ひみつのちていおんせん 久住昌之 作,久住卓也 絵 ポプラ社  2011
- 台風がきたぞ 千世繭子 脚本,久住卓也 絵 童心社  2011(いのちを守る防災かみしばいじしん・つなみ・たいふう ; たいふう)
- 1円くんと五円 (ゴエ) じい かいぞく三人ぐみ、あらわる! 久住昌之 作,久住卓也 絵 ポプラ社  2011
- 1円くんと五円じい(ゴエジイ) : おばけやしきでうらめしや～ 久住昌之 作,久住卓也 絵 ポプラ社  2012
- むしたちのサーカス 得田之久 文,久住卓也 絵 童心社  2012(絵本・こどものひろば)
- 1円くんと五円じい(ゴエジイ) : ハラハラきょうりゅうえんそく 久住昌之 作,久住卓也 絵 ポプラ社  2013
- じごくごくらく伊勢まいり : 落語まんが 桂文我 文,久住卓也 漫画 童心社  2014
- まる・さんかく・しかく 久住昌之 作,久住卓也 絵 小学館  2014
- 少年野球あるある 高橋監督 著,久住卓也 画 日本文芸社  2016
- かん字のうた 川崎洋 詩,久住卓也 絵 岩崎書店  2017(詩の絵本 : 教科書にでてくる詩人たち ; 1)
- みつばちぶんのおつかい 高家博成 脚本,久住卓也 絵 童心社  2017(ともだちだいすき)